# Ambassis jacksoniensis
Ambassis jacksoniensis är en fiskart som först beskrevs av Macleay, 1881.  Ambassis jacksoniensis ingår i släktet Ambassis och familjen Ambassidae. Inga underarter finns listade i Catalogue of Life.